# Nagycsepely, Somogy
Nagycsepely  este un sat în districtul Siófok, județul Somogy, Ungaria, având o populație de 365 de locuitori (2011). 

## Demografie
Componența etnică a satului Nagycsepely
     Maghiari (90,4%)
     Romi (4,8%)
     Germani (2,93%)
     Necunoscut (1,87%)
     Alții (1,87%)
Componența confesională a satului Nagycsepely
     Reformați (36,16%)
     Romano-catolici (33,42%)
     Fără religie (4,66%)
     Luterani (3,84%)
     Necunoscută (21,92%)
Conform recensământului din 2011, satul Nagycsepely avea 365 de locuitori. Din punct de vedere etnic, majoritatea locuitorilor (90,4%) erau maghiari, existând și minorități de romi (4,8%) și germani (2,93%). Apartenența etnică nu este cunoscută în cazul a 1,87% din locuitori. Nu există o religie majoritară, locuitorii fiind reformați (36,16%), romano-catolici (33,42%), persoane fără religie (4,66%) și luterani (3,84%). Pentru 21,92% din locuitori nu este cunoscută apartenența confesională.